# Katja Küttner
Katja Küttner, född 18 augusti 1971 i Oulainen, är en finländsk skådespelare.
Katja Küttner har bland annat medverkat i filmen Prinsessan där hon spelade huvudrollen som Anna Lappalainen. I TV-serien Queen of Fucking Everything spelade hon Marke Tapola, en av huvudrollerna.

## Filmografi (i urval)
- 2010 – Prinsessan
- 2025 – Queen of Fucking Everything (TV-serie)